# 川原木信号場
川原木信号場（かわらぎしんごうじょう）は、大分県佐伯市直川大字仁田原にある、九州旅客鉄道（JR九州）日豊本線の信号場である。

## 歴史
- 1962年（昭和37年）10月1日：日本国有鉄道が開設[1]。
- 1987年（昭和62年）4月1日：国鉄分割民営化により九州旅客鉄道が継承[1]。
- 2017年（平成29年）
  - 9月17日：平成29年台風18号により9月17日から運休[2]、9月19日以降、臼杵駅 - 延岡駅間不通のため休止[3]。
  - 9月25日：佐伯駅 - 市棚駅間運転再開[4]。

## 構造
2線を持つ、列車交換設備を有する信号場である。一線スルー運用が可能。行き違いがない場合の下り列車（1日1本の佐伯発延岡行き普通列車など）は進行方向右側の線路を通って通過する。また上り方に急曲線がある。解体された信号場小屋の基礎とプラットホーム（かつての通票受け渡し用）が上り線側に残っている。

## 周辺
この信号場の周辺はいわゆる秘境ではなく、人家がある平地である。川を挟んで国道10号が並行している。大分バスの岸ノ上バス停が近くにあり、佐伯駅への便がある。

## 隣の駅
九州旅客鉄道（JR九州）
■日豊本線
直川駅 - 川原木信号場 - 重岡駅